# 오리존테급 호위함
오리존테급 호위함은 이탈리아 해군이 보유한 가장 강력한 전투함정이다. 프랑스 해군이 보유한 호리존급 호위함과 동일한 설계와 성능을 갖고 건조됐다. 

## 무장

### 48셀 수직발사대
SVLS(Sylver Vertical Launching System) 수직발사대가 있기에 대공 미사일을 최대 48발 실을 수 있다. SVLS 50 수직발사대는 프랑스의 호리존급 호위함만이 아니라 영국의 데어링급 구축함 (Type 45)에도 탑재되어 있다. 다만 SVLS 50 수직발사대는 함대지 미사일을 무장하기가 제한되어 함대지 미사일을 발사할 수 없다. 물론 군함을 개조해서 미국의 Mk.41 수직발사대를 탑재하면 함대지 미사일 운용이 가능하다.

### 아스터 15/아스터 30 대공미사일
사거리 30km의 단거리 함대공미사일 아스터15와 장거리 함대공미사일 아스터30(사거리 120km)를 무장하고 있기 때문에
100km 이상 거리의 전투기도 요격할 수 있다.

### 대함미사일
액조세 미사일 8발, 오토맷 미사일 8발을 무장하고 있기에 세계 최고 수준의 함대전 타격능력을 갖고 있다.

## 레이다

### EMPAR
셀렉스사가 개발한 3차원 AESA 대공 레이다다. 180km 거리에 있는 비행기를 추적할 수 있으며 저고도에서 날아오는 소형 순항미사일은 23km에서 탐지할 수 있다. 파생형으로 EMPAR를 기반으로 레이다안테나를 AESA방식으로 개량하고 탐지능력 및 탐지거리를 300km 이상으로 강화한 Kronos MFRA가 개발되어 FREMM급에 탑재되었다.

### SMART-L
전투기를 최대 600km 거리에서 탐지할 수 있는 대공 레이다다.